# Drupina
Drupina is een geslacht van weekdieren uit de klasse van de Gastropoda (slakken).

## Soorten
- Drupina grossularia (Röding, 1798)
- Drupina lobata (Blainville, 1832)